# Starý hrad (Malá Fatra)
Starý hrad či Starhrad (nazývaný také Varínsky hrad, Varín, Warna, Varna, Owar, Owaar nebo Starigrad) je zřícenina hradu nacházející se na pravém břehu řeky Váh nad Domašínským meandrem, na severozápadním Slovensku. Nedaleko na protějším břehu se nachází rekonstruovaná zřícenina hradu Strečno. 

## Historie
Hrad byl postaven na ochranu staré cesty procházející Povážím nedaleko od brodu, kde cesta přecházela z pravého břehu Váhu na levý. Hrad patřil k panství Varín a zpočátku se také tak jmenoval. První písemná zmínka pochází z roku 1267. Dnešní název Starý hrad dostal až po postavení hradu Strečno, které převzalo jeho strážní funkci (poprvé byl v této úloze připomínán roku 1384).
Nejstarší částí hradu byl donjon, který vznikl pravděpodobně ještě ve 13. století. Hrad v té době patřil Balassovcům, poté Matúšovi Čákovi a roku 1323 zvolenskému županovi Dončovi. Později ve 14. století se stal královským zbožím a v té době zde byly vystavěny další obytné a hospodářské budovy. Od roku 1443 patřil rodu Pongráců, s výjimkou krátkých období, kdy se dostal do jiných rukou. Pongrácové si v 16. století vybudovali pohodlnější renesanční zámek v nedalekých Krasňanech a Starý hrad opustili. Hrad byl poté obýván pouze posádkou až do 18. století a po opuštění začal chátrat.
Hrad svým protáhlým půdorysem sleduje hradní návrší. Na nejvyšším bodě stála nejdříve věž podkovovitého půdorysu a na západ od ní stály budovy na nevelkém nádvoří. Pongrácovci v druhé polovině 15. století doplnili horní hrad o pozdně gotický palác a na východě v předhradí vybudovali budovy pro posádku hradu a další hospodářské budovy, které tvořily součást obranných zařízení hradu. Předhradí uzavíral příkop, pravděpodobně přemostěný dřevěným mostem.
Na hradě se dochovaly obvodní zdi v původní disposici. Věž je dochovaná do výše druhého poschodí a na západ od ní jsou patrné zbytky paláce. V předhradí je patrný šíjový příkop a základy hospodářských budov. Místy se dochovaly i otvory původních oken a vstupů i klenuté sklepení. Na paláci se dochoval zbytek gotického arkýře.
Ze zříceniny je výhled na Domašínský meandr Váhu.

## Přístup
Zřícenina je přístupná po červeně značené turistické cestě vedoucí od železniční zastávky v obci Nezbudská Lúčka naproti hradu Strečno podél Váhu do Hradské doliny a poté přímo na hrad. Cesta dále pokračuje na hřebeny Krivánské Malé Fatry.

## Galerie

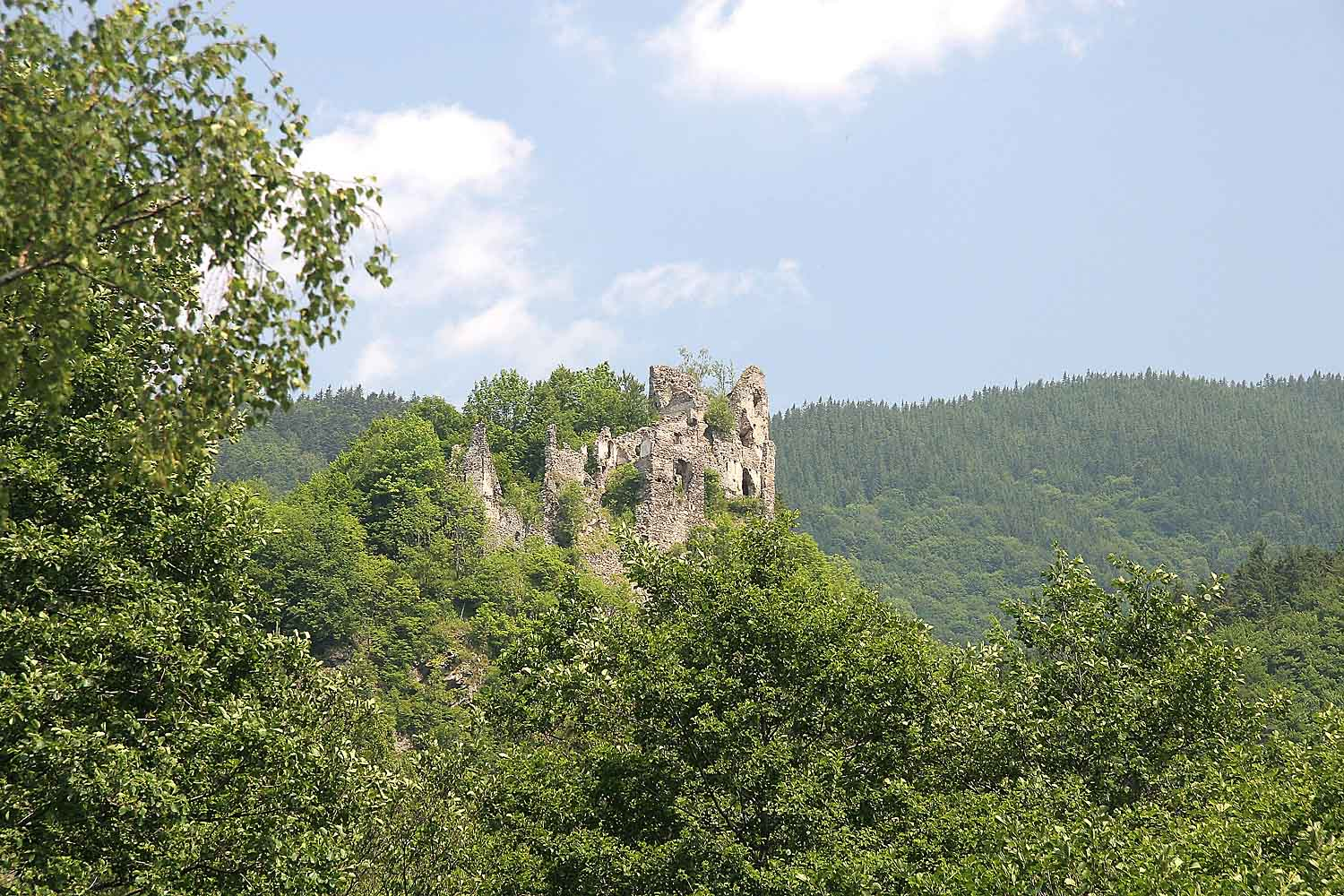
Zřícenina Starý hrad
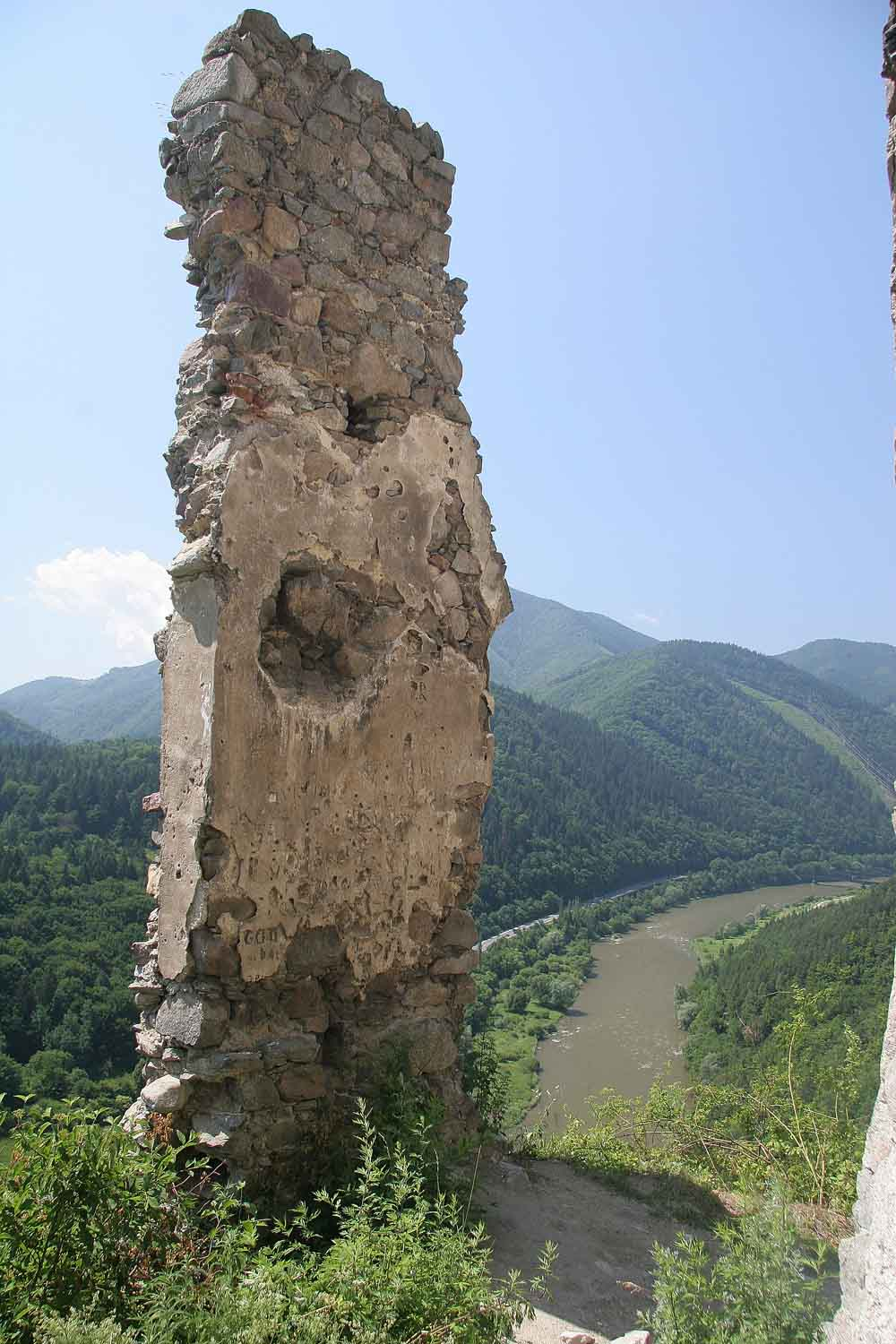
Zřícenina paláce Starého hradu
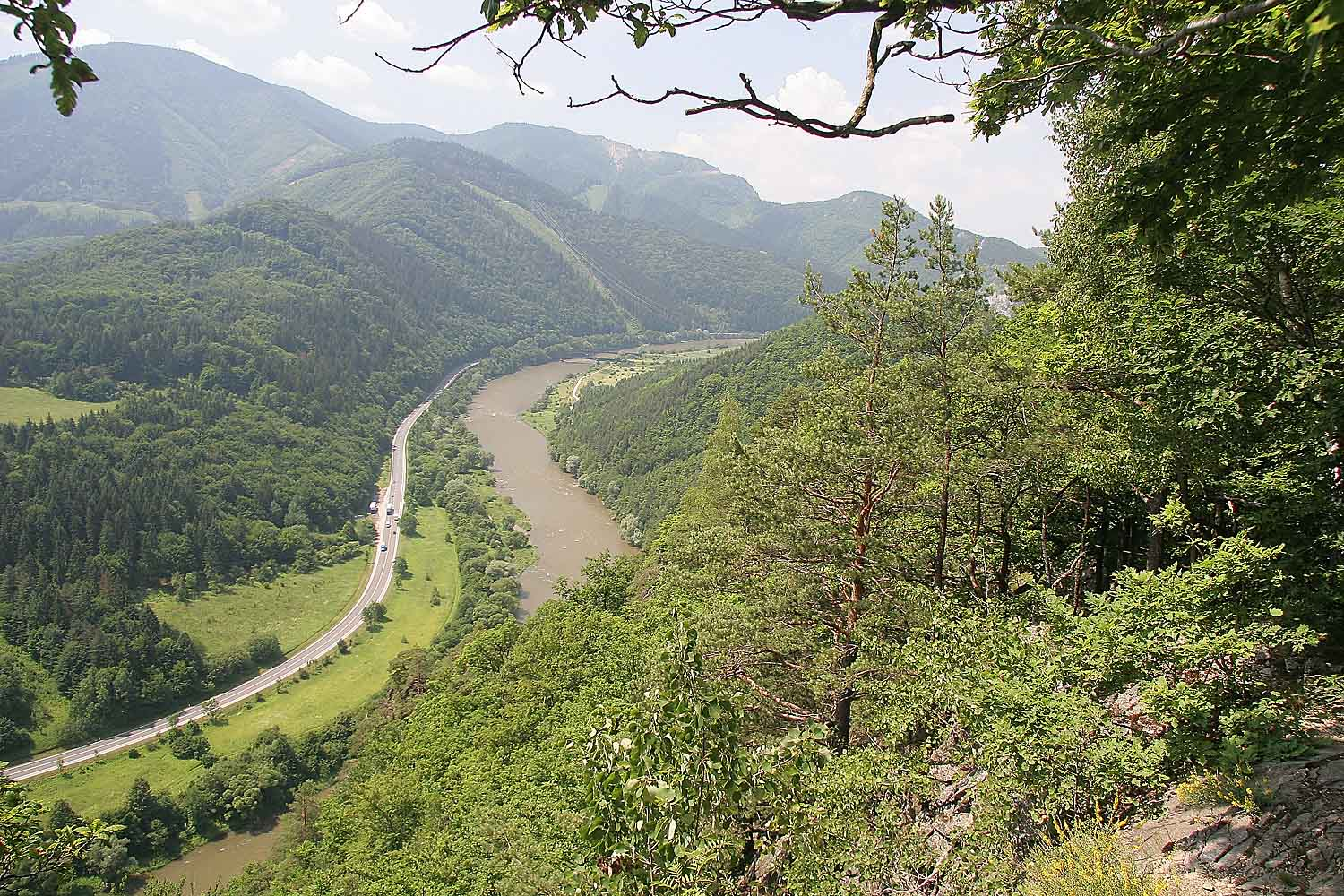
Pohled na Domašínský meandr Váhu ze Starého hradu
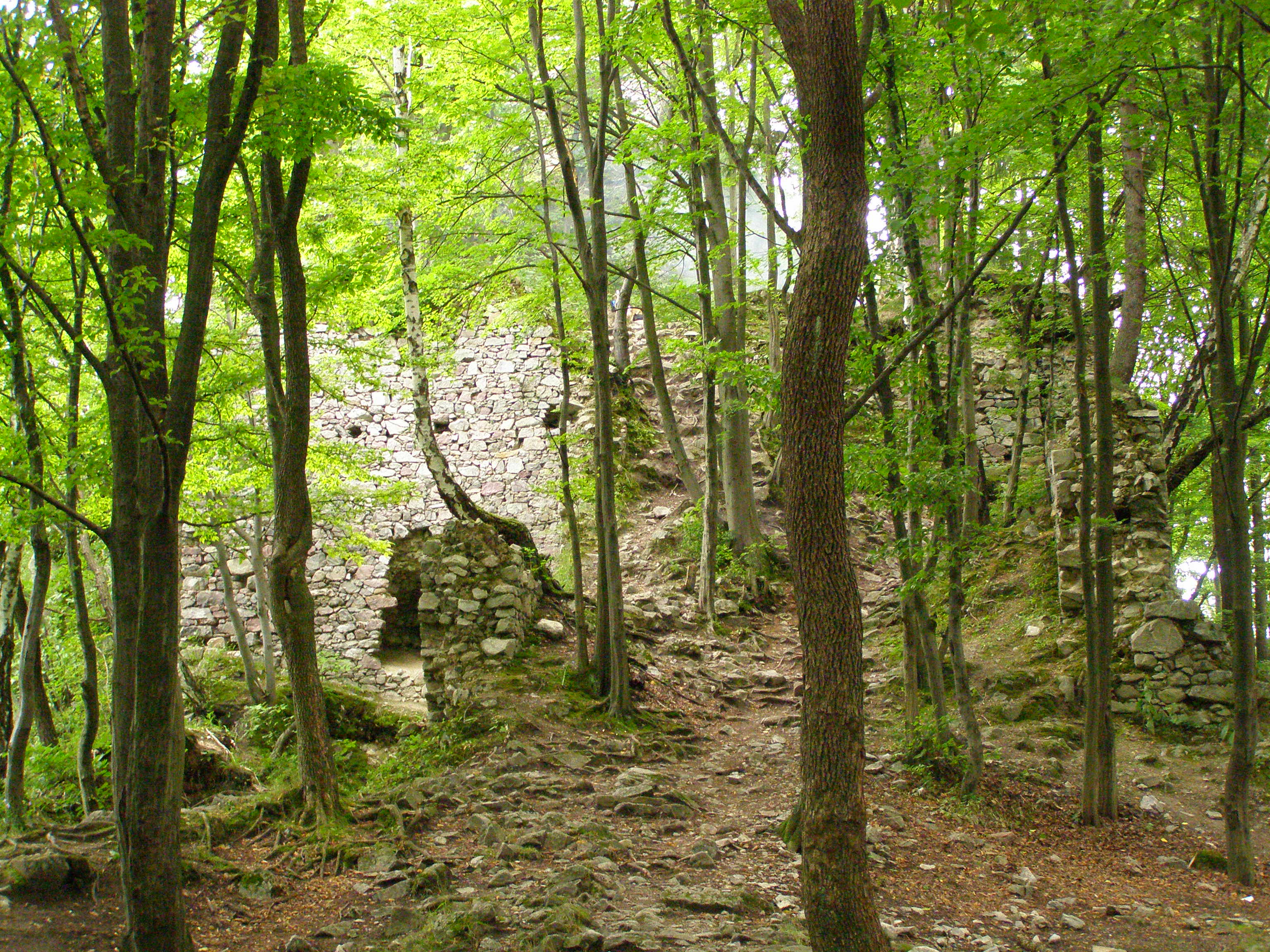
Nádvoří Starhradu